# Phare de Lamlash
Le phare de Lamlash est un phare édifié sur la petite île de Holy Isle (en gaélique écossais : Eilean MoLaise) attenante à l'Île d'Arran, dans le Firth of Clyde, un bras de mer du comté de Ayrshire à l'ouest de l'Écosse.
Ce phare est géré par le Northern Lighthouse Board (NLB) à Édimbourg, l'organisation de l'aide maritime des côtes de l'Écosse.

## Histoire
La station a été conçue et réalisée par les ingénieurs civils écossais Charles Stevenson et David Stevenson et mis en service en 1877. C'est une tour cylindrique de 17 m de haut,peinte en blanc, avec une galerie et lanterne noire.
Il émet, un flash vert toutes les 3 secondes. Il marque l'entrée sud de la baie de Lamlash
Localisé à Kingscross Point au sud-ouest de l'île, donnant sur l'île d'Arran, à environ 1 200 m du phare de Pillar Rock Point. Il est accessible par un sentier de randonnée et l'île est desservie par un service de traversier à partir du port de Lamlash.
Depuis 1992, Holy Isle appartient à la communauté de bouddhisme tibétain de Samye Ling. Les deux maisons des gardiens sont privées et occupées par des moines bouddhistes et des nonnes.
Identifiant : ARLHS : SCO-101 - Amirauté : A4332 - NGA : 4328.

### Lien connexe
- Liste des phares en Écosse